# Les Bergers
Pour les articles homonymes, voir Berger (homonymie).
Les Bergers est un tableau peint par Antoine Watteau vers 1717.

## Historique
Les Bergers est la version plus aboutie d’une composition reprise par la suite par Watteau dans le Plaisir pastoral (vers 1714-1716, musée Condé).

## Description
Les Bergers montre des gens aisés, citadins venus se divertir à la campagne en jouant les paysans. Au centre, un jeune homme vêtu d’un élégant pourpoint au béret orné d’une plume danse avec une jeune femme en robe de satin une danse qui parait être un menuet tandis qu’un musicien joue de la musette. Trois autres couples sont présents : le premier observe le spectacle de la danse, tout comme le jeune homme nonchalamment allongé à gauche, l’homme du second tente quelques privautés sur sa compagne tandis que le troisième tourne le dos à la scène, concentré sur l’activité de l’escarpolette. Plusieurs détails sont directement inspirés de peintures de Pierre-Paul Rubens : le musicien, son voisin, le berger qui embrasse sa voisine, ainsi que le chien au premier plan. Le caractère affecté de la scène est accentué par la présence d’un vrai berger, dont les moutons paissent en arrière-plan, presque caché par les broussailles à l’extrême droite du tableau.

## Thématique
Les Bergers de Watteau sont la transposition picturale du berger de la tradition pastorale de la littérature française du début du XVIIIe siècle.
Ils font également référence aux Bergers d’Arcadie du Poussin, mais cette allusion est trompeuse car les pastorales de Poussin représentent une Arcadie mythologique où figurent des bergers idéalisés de l’Antiquité classique dans l’esprit romain classique, mais d’où est absente la vie des bergers. Comme les bergers de Fontenelle, les bergers de Watteau sont dans « un demi-vrai » qui les rapproche des bergers amoureux et les bergères enrubannées de l’abbé Du Bos. Le cadre de l’harmonie avec la nature où se prélassent les bergers et bergères de Watteau, est une convention qui consiste pour la société aristocratique à émuler un état pastoral idéalisé dans les jardins de Versailles, signe que cette convention s’inscrit en particulier dans un déclin social.

## Analyse
Longtemps perçus comme une simple pastorale, les Bergers peuvent également donner lieu à une interprétation qui met en avant les sous-entendus galants. En effet, les pastorales de Watteau ne sont pas aussi innocentes qu’elles ne le paraissent, et il est possible d’en donner une lecture, confortée par les recherches iconographiques, décelant des connotations galantes, voire érotiques, qui ne doivent pas surprendre dans ce tableau : l’escarpolette symboliserait ainsi l’inconstance féminine, les deux couples assis le succès promis aux séducteurs audacieux. Le chien exprimerait, quant à lui, le désir physique, peut-être celui du jeune homme solitaire à gauche.
Une autre lecture peut également être donnée des Bergers qui recherche des connotations politiques et sociologiques. « Une telle lecture apparait d’autant plus plausible que le Régent et son cercle partageaient avec Watteau non seulement le même gout pour la pastorale mais aussi un semblable intérêt pour les implications idéologiques que le genre était susceptible de comporter. » Les travaux de Nobert Elias ont montré que la pastorale pouvait être interprétée comme le refuge romantique d’une société curialisée. Or le futur Régent, Philippe d’Orléans, dont on sait, par ailleurs, qu’il se livrait lui-même au dessin et à la gravure en amateur sous la tutelle de Coypel participant même au renouveau du genre en illustrant, en 1714, une réédition des Amours pastorales de Daphnis et Chloé de Longus. La poésie pastorale foisonne de sous-entendus politiques qui sont autant de critiques du pouvoir. Sous son apparente simplicité, le genre recèle un sens caché permettant de délivrer, au-delà de son ton badin, un message subversif par le biais de l’allégorie et de la métaphore. la pastorale joue en réalité une fonction politique et sociale en dénonce subtilement sous une forme inoffensive la fin du règne de Louis XIV. En ce sens, les Bergers comportent une charge idéologique et sont porteurs de sens et de valeurs. Le succès de la pastorale coïncide d’ailleurs avec la contestation croissante, orchestrée par le futur Régent, par une société en rupture avec ce règne, du vieux roi au moyen d’une thématique qui énonce ses aspirations au changement et reflète sa vision du monde. La pastorale a accompagné la montée en puissance de Philippe d’Orléans et ce genre s’est éteint peu après son accession au pouvoir.